# Yainer Díaz
Yainer Radhames Díaz (Azua, República Dominicana, 21 de septiembre de 1998), más conocido como Yainer Díaz, es un jugador profesional dominicano de béisbol que se desempeña en la posición de cácher en Houston Astros, equipo de las Grandes Ligas de Béisbol (MLB).

## Carrera
En 2022, Díaz hizo su debut en la MLB con el equipo Houston Astros, donde lleva jugando tres temporadas.